# Blaž Arnič

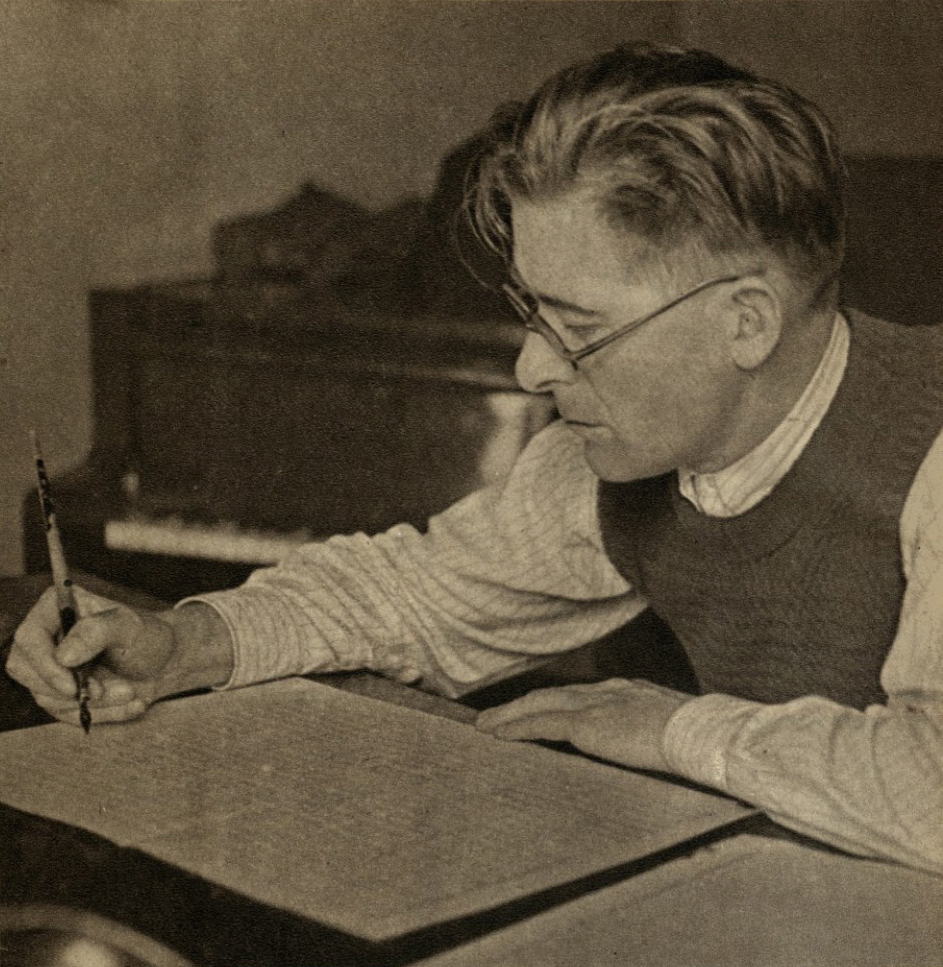
Blaž Arnič în 1948

Blaž Arnič (n. 31 ianuarie 1901, Leutsch, Ducatul Stiria, Austro-Ungaria – d. 1 februarie 1970, Ljubljana, Republica Socialistă Slovenia, RSF Iugoslavia) a fost un compozitor de simfonii din Slovenia.
Născut în Luče, Stiria Inferioară, atunci în Austro-Ungaria, Arnič a crescut într-o fermă izolată lângă Muntele Raduha⁠(d) din Alpii Kamnik–Savinja. A învățat singur să cânte la acordeon, iar la vârsta de nouăsprezece ani s-a mutat la Ljubljana pentru a studia muzica.

## Biografie
Arnič a studiat compoziția muzicală la Conservatorul din Ljubljana, iar mai târziu (1930-1932) la Conservatorul Nou din Viena, sub tutela profesorului Rudolf Nilius, au urmat studii de compoziție avansată la Varșovia, Cracovia și Paris (1938-1939). 
A predat muzică în comuna Bol, pe insula Brač, Croația (1934-1935) și la Ljubljana, în Iugoslavia (1940-1943).

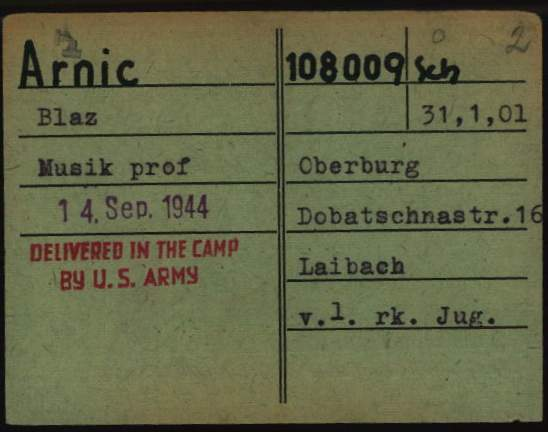
Cartela de înregistrare a lui Blaž Arnič ca prizonier în lagărul de concentrare nazist de la Dachau

Arnič s-a alăturat Partidului Comunist în 1941 și a început să colaboreze cu Frontul de Eliberare a Poporului Sloven. În 1943, Arnič a fost arestat pentru opiniile sale politice, iar în 1944 a fost trimis în lagărul de concentrare de la Dachau, unde s-a îmbolnăvit grav (ajungând în cele din urmă să orbească la un ochi). După Al Doilea Război Mondial, a fost numit profesor titular de compoziție la Academia de Muzică din Ljubljana, unde a predat până la moartea sa într-un accident de mașină. A căzut în dizgrația Partidului Comunist după război (și a fost exclus din partid în 1949), dar boala lui l-a scăpat de urmărirea penală în procesele înscenate (organizate politic) legate de perioada Informbiro și în procesele Dachau din Slovenia.
Arnič a scris piese corale, lieduri, piese pentru pian și de cameră și chiar muzică de film, dar este cunoscut în special pentru cele nouă simfonii ale sale. Societatea Compozitorilor Sloveni îl consideră unul dintre cei mai mari maeștri simfonici sloveni ai secolului al XX-lea, „al cărui limbaj muzical este profund legat de spiritul pământului natal”. Muzica sa a fost comparată cu cea a compozitorului austriac Anton Bruckner și clasificată drept „realism neoromantic”. Arnič s-a dezvoltat dintr-o bază neoromantică, dar a evitat disonanța expresioniștilor.
Primul film pentru care Arnič a scris muzică a fost Partizanske bolnice v Sloveniji în 1948, un documentar despre o infirmerie partizană. În 1955, Milan Kumar de la Triglav Film a realizat un film de 452 de minute intitulat Ples čarovnic, cu balerina Stanislava Brezovar⁠(d), care a prezentat poemul simfonic al lui Arnič cu același nume.
În 2001, poșta din Slovenia a emis o marcă poștală în onoarea sa.

## Lucrări principale
- Trio cu pian (1929)
- Uvertură la o operă comică pentru orchestră simfonică (1932)
- Simfonia nr. 3 – DUMA pentru orchestră, bas și cor mixt (1933)
- Simfonia nr. 5 – PARTIKULARNA (1941)
- Simfonia nr. 6 – SAMORASTNIK pentru orchestră simfonică (1950)
- Ples čarovnic (Dansul vrăjitoarelor), poem simfonic (1936)
- Pesem planin (Song of the Highlands), poem simfonic (1940)
- Gozdovi pojejo (Pădurile cântă), poem simfonic (1945)
- Divja jaga (Wild Chase), poem simfonic (1958–1965)
- Poemă simfonica pastorală pentru violoncel și orchestră (1960)
- Concert pentru violă și orchestră, Op.75 (1967)
- Concert pentru vioară și orchestră nr. 3 (1969)